# فاسيلي بيتروف (جنرال)
كان فاسيلي ستيبانوفيتش بيتروف ضابطًا في الجيش الأحمر فقد كلتا يديه خلال معركة نارفا بريدجهيد. بعد أن أصبح مبتورًا اليدين، استمر في الخدمة في الحرب العالمية الثانية. بسبب بسالته في الحرب، حصل مرتين على لقب بطل الاتحاد السوفيتي وتمت ترقيته إلى رتبة رائد. على الرغم من إصاباته، أصبح بعد ذلك لواءًا وتقلد العديد من المناصب القيادية.

## النشأة
ولد بتروف عام 1922 لعائلة من المزارعين الروس في قرية دميتروفكا الواقعة في أوكرانيا الحالية. تم القبض على والده ستيبان بيتروف، الذي قاتل إلى جانب الحرس الأبيض خلال الحرب الأهلية، عندما كان فاسيلي طفلاً صغيراً. توفيت والدته عندما كان في الثالثة من عمره وتخلت عنه زوجة أبيه وعن إخوته.
اعتنى بهم أحد الجيران لفترة وجيزة قبل أن يطلب من الشقيقين الذهاب إلى دار للأيتام، والتي هربوا منها لاحقًا. توفي شقيقه أثناء فرارهما، ولكن في النهاية وصل فاسيلي إلى قرية زوجة أبيه وتم الاعتناء به. بعد فترة وجيزة من الانتهاء من المدرسة الثانوية في عام 1939 تم تجنيده في الجيش الأحمر. بعد تخرجه من مدرسة سومي للمدفعية في عام 1941، تم تعيينه في فرقة المدفعية المنفصلة 92.

## الحرب العالمية الثانية
بعد أن كان في القتال منذ جوان / حزيران 1941، قاتل بتروف في الجبهات الجنوبية، بصفته نائبًا لقائد فوج المدفعية المضاد للدبابات 1850، شارك في معارك الضفة اليسرى لأوكرانيا ودنيبر. وشهد معركة عنيفة في معبر نهر سولا في 14 سبتمبر / أيلول 1943، حيث واجهت وحدته وابلًا مستمرًا من نيران المدفعية والقصف أثناء محاولتها إطلاق ثلاث عبّارات لكنها واجهت معارضة أجبرت على مواجهة 13 دبابة.
بعد تدمير سبع دبابات ألمانية وإجبارهم على إنفاق ذخيرتهم، تمكنوا من مواصلة التقدم بينما تراجع العدو ونشر المدافع الرشاشة. عندما حاصر المدفعيون الألمان بطارية من كتيبته، شارك هو والجنود السوفيت الآخرون في معركة استمرت ساعتين ضد القوات المحاصرة. في النهاية، تمكنت البطارية من الفرار من الحصار وقتل ما يقدر بـ 90 جنديًا ألمانيًا.
خلال معركة 23 سبتمبر / أيلول 1943، حل بتروف محل قائد فوجته وقاد وحدته لتصبح الجزء الأول من لوائهم لعبور نهر دنيبر. وفقًا لورقة ترشيح بيتروف الرسمية للقب بطل الاتحاد السوفيتي، فقد يديه في 1 أكتوبر / تشرين الأول 1943 أثناء معركة نارفا بريدجهيد على الضفة اليمنى للنهر، حيث ساعد بطاريتين في توجيه النيران المضادة التي نتجت عن ذلك في تدمير أربع دبابات للعدو وقذيفتي هاون.
ذهب هو وأحد المسؤولين إلى إطلاق النار على بندقية ذاتية الدفع، لكنهم استُهدفوا بالقصف. أصابت قذيفة ألمانية بتروف وألحقت أضرارًا لايمكن إصلاحها بكلتا يديه، لكنه رفض نقله إلى المستشفى حتى توقف الهجوم المضاد. تشير مصادر ما بعد الحرب إلى أن الإصابات حدثتفي وقت سابق في ظروف مختلفة وفي تواريخ مختلفة.
وصف بيتروف الحادث للصحافة في سنواته الأخيرة، قائلاً إنه خلال معركة رأس جسر في الخريف أصيب بقذيفة حوالي منتصف الليل ؛اعتقد زملاؤه ذات مرة أنه مات وأمروا بالبحث عن رفاته، لكنهم عثروا عليه حياً في الصباح. أمر رفاقه الجراح بإجراء عملية جراحية له، وحذرهم من أن بتروف ربما يموت. على الرغم من فرصه المنخفضة في البقاء على قيد الحياة، فقد خضع لعملية جراحية وبعد بضعة أسابيعتم إرساله إلى معهد موسكو لجراحة العظام والأطراف الصناعية.
في 24 ديسمبر / كانون الأول 1943 حصل على لقب بطل الاتحاد السوفيتي. أثناء وجوده في موسكو، أصيب بالاكتئاب الشديد وفكر في الانتحار، لكنه في النهاية تعامل مع حالته ومارس الكتابة، بعد أن تلقى العديد من رسائل التشجيع من جنود آخرين.
نظرًا لحجم الإصابات التي عانى منها، فقد بقي في المستشفى لأكثر من شهر وعُرض عليه وظيفة مدنية كنائب سكرتير الحزب في إحدى مقاطعات موسكو، لكنه اختار العودة إلى الجيش في ربيع عام 1944 و1945. كقائد فوج المدفعية المضاد للدبابات 248.

## فترة ما بعد الحرب
ظل بتروف في الجيش بعد استسلام ألمانيا النازية. تخرج من جامعة ولاية لفيف عام 1954 وأصبح مرشحًا للعلوم العسكرية. بعد أن تمت ترقيته إلى رتبة ملازم أول عام 1977، شغل مناصب رفيعة مختلفة في الجيش السوفيتي، حيث شغل منصب نائب رئيس قوات الصواريخ والمدفعية في منطقة الكاربات العسكرية.
بعد تفكك الاتحاد السوفيتي خدم في الجيش الأوكراني وتمت ترقيته إلى رتبة عقيد عام 1999. على الرغم من مكانته كبطل حرب، إلا أنه لم ينسجم دائمًا مع الحزب الشيوعي ؛ كان معروفًا بعدم دفع مستحقات الحزب، وبعد عدم توقيع أوراق عضويته، تم طرده من الحزب واستجوابه حول ولائه قبل أن يتم الاتفاق في النهاية على السماح لشخص ما بالتوقيع على الأوراق نيابة عنه. توفي في 15 أفريل / نيسان 2003 في كييف ودفن في مقبرة بايكوف.